# Malte Grunert
Pour les articles homonymes, voir Grunert.
Malte Grunert, né en 1967 en Allemagne, est un producteur de cinéma allemand.

## Biographie
Les premiers projets produits par Grunert incluent la série télévisée AufAXIS dans les années 1990 et les téléfilms Der blonde Affe et Die Rückkehr des Vaters. À partir de 2006 suit Neger, Neger, Schornsteinfeger! du réalisateur Jörg Grünler avec Veronica Ferres dans le rôle principal et, deux ans plus tard, Die Rote Zora de Peter Kahane.
En 2009, Malte Grunert fonde la société de production Amusement Park basée à Berlin et Hambourg, qu'il dirige avec Amelie von Kienlin et avec Daniel et Klaus Dohle comme partenaires.
En 2016, Grunert reçoit un prix aux Roberts (Prix du film danois) pour la coproduction germano-danoise Les Oubliés (Unter dem Sand). 
Avec Daniel Marc Dreifuss, Malte Grunert produit l'adaptation cinématographique du roman À l'Ouest, rien de nouveau réalisée par Edward Berger, sortie sur Netflix en 2022. Un an plus tard, il est nommé pour ce drame de guerre pour un Oscar.

## Filmographie partielle

### Au cinéma
- 2008 : Die Rote Zora
- 2009 : Le Cri du hibou (Der Schrei der Eule)
- 2009 : Les Trois Jeunes Détectives : Le Manoir de la terreur (Die drei ??? – Das verfluchte Schloss (de))
- 2010 : Otto's Eleven (de)
- 2014 : Un homme très recherché (A Most Wanted Man)
- 2014 : Mr. Turner (Mr. Turner – Meister des Lichts)
- 2015 : Les Oubliés (Unter dem Sand – Das Versprechen der Freiheit) (Under sandet)
- 2019 : Cœurs ennemis (Niemandsland – The Aftermath)
- 2019 : My Zoé
- 2021 : Next Door (Nebenan)
- 2022 : À l'Ouest, rien de nouveau (Im Westen nichts Neues)

### À la télévision
- 2003 : Donna Leon – Venezianisches Finale (téléfilm)
- 2006 : Neger, Neger, Schornsteinfeger! (téléfilm)
- 2021- : Das Leben ist kein Kindergarten (de) (téléfilm)

## Distinctions

### Récompenses
- BAFA 2023 :
  - Meilleur film pour À l'Ouest, rien de nouveau
  - Meilleur film en langue étrangère

### Nominations
- Oscars 2023 : Oscar du meilleur film pour À l'Ouest, rien de nouveau[3]